# Malheur megye
Malheur megye az Amerikai Egyesült Államokban, azon belül Oregon államban található. Megyeszékhelye Vale, legnagyobb városa Ontario. Lakosainak száma 31 571 fő (2020. április 1.).

## Szomszédos megyék
- Baker megye (észak)
- Washington megye (északkelet)
- Payette megye (kelet)
- Canyon megye (kelet)
- Owyhee megye (kelet)
- Humboldt megye (dél)
- Harney megye (nyugat)
- Grant megye (északnyugat)

## Népesség
A megye népességének változása:
| Lakosok száma | 2601 | 4203 | 8601 | 31 332 | 30 780 | 30 632 | 30 479 | 30 380 | 31 571 |
|               | 1890 | 1900 | 1910 | 2010   | 2011   | 2012   | 2013   | 2015   | 2020   |